# أحمد (مجلة)
مجلة أحمد هي مجلة لبنانية تصدر كل أسبوعين في أول ومنتصف كل شهر هجري، تطبع في دار الحدائق ببيروت، وتصدرها مؤسسة خيرية في لبنان. صدرت لأول مرة في عام 1986م. سعر المجلة في لبنان عام 1995 هو 1500 ليرة. وشعارها: مجلة مصورة للفتيان والفتيات، القطع 20×27 سم.

## الأبواب
- روضة الإيمان
- اصنع بنفسك
- من هدي القرآن
- نافذة على العالم
- بأقلامنا
- اضحك
- الأصدقاء يكتبون
- مندوبون
- أين أحمد

## فريق العمل
- مدير رئيس التحرير
- زهراء محيدلي
- زينب محيدلي
- فاطمة محيدلي
- لا تخشى سالار
- مبينا محيدلي
- عباس محيدلي
- فريق المدير الإداري
- ماريا أسود
- زهراء حريري
- زينب حريري
- أسمهان بيطار
- ماريا أسود
- زهراء راشيلز
- المشرف الفني
- الرادود محمد شمس الدين

### مدراء فريق الكُتَّاب
- نزار ماريا نجار
- إسماعيل نعنوع
- ماريا خضر
- زهراء بدوي
- ماريا أسود
- فادية ماريا عساف

## وصلات خارجية
- وصلة مجلة أحمد على موقع دار الحدائق.